# Lucy De Butts
Lucy De Butts (* 1. Oktober 1983 in Halton, Buckinghamshire) ist eine englische Sängerin im Stimmfach lyrischer Koloratursopran.

## Leben  und Wirken
Lucy De Butts studierte Geschichte und machte 2007 ihren Abschluss an der University of Edinburgh, bevor sie am Londoner Trinity Laban Conservatoire of Music and Dance bei Allison Wells ein Gesangsstudium begann, das sie 2014 an der Zürcher Hochschule der Künste bei Jane Thorner mit einem Master in Gesang abschloss. Daneben absolvierte sie Meisterkurse u. a. an der British Youth Opera, der Europäischen Akademie für Musik und Darstellende Kunst Palazzo Ricci sowie am Lyric Opera Studio in Weimar.
Als Solistin in Konzertprogrammen sang sie unter anderem Motetten von Bach, den Engel in Händels Jephtha, die Sopran-Partien in Beethovens Chorfantasie, Mozarts Großer Messe in c-Moll, Mendelssohns Die erste Walpurgisnacht in der Tonhalle Zürich und Rossinis Petite Messe solennelle mit dem Stuttgarter Oratorienchor. Mit dem Chiswick Choir sang sie Bruckners Requiem und Schuberts Messe Nr. 2, Joseph Haydns Missa in angustiis und Gabriel Faurés Requiem, sowie Werke von Mozart. 2019 sang sie mit dem Zürcher Konzertchor in der Uraufführung von Musica Salutaris, einem geistlichen Chorwerk um Sätze von Heinrich Schütz von André Fischer. Von der Komposition Feierliche Messe von Willem Mengelberg liegen Ton- und Videoaufnahmen mit dem Luzerner Sinfonieorchester vor.
Sie arbeitete für professionelle Vokalensembles in Europa, darunter die Zürcher Sing-Akademie, die Basler Madrigalisten, die Nederlandse Bachvereniging, das NDR Vokalensemble, der RIAS Kammerchor und die Gaechinger Cantorey, sowie in den Zusatzchören der English National Opera und der Zürcher Oper.
In ihrer Zeit an der Universität in Edinburgh sang De Butts Barbarina in Le nozze di Figaro und Lady Billows in Albert Herring mit Edinburgh Studio Opera, einem Studentenensemble. 2009 sang sie Belinda in Dido and Aeneas und Cupid in Venus and Adonis mit der Hampstead Garden Opera in London, 2010 Monica in The Medium mit Berlin International Opera, 2012 die Königin der Nacht in Die Zauberflöte mit dem Weimarer Lyric Opera Studio und 2014 Inez in der Schweizer Erstaufführung von Michele Carafas I due Figaro mit der Züricher Free Opera Company. Im Sommer 2015 sang sie die Sandrina in La finta giardiniera im Parktheater Meilen im Rahmen der Festspiele Zürich und an der Opernakademie Bad Orb die Olympia in Hoffmanns Erzählungen. 2016 sang sie die zweite Elfe in einer konzertanten Aufführung von Rusalka beim Internationalen Musikfest Hamburg in der Elbphilharmonie. 
Mit der italienischen Pianistin Giovanna Gatto bildet sie das Lied-Duo Emerald Ghost, mit dem sie 2021 ein Album mit  Liedern von Aaron Copland und dem zeitgenössischen italienischen Komponisten Carlo Galante veröffentlichte.

## Opernrepertoire (Auswahl)
- Benjamin Britten: Lady Billows in Albert Herring
- John Blow: Cupid in Venus and Adonis
- Carafa: Inez in I due Figaro
- Dvořák: Elfe in Rusalka
- Menotti: Monica in The Medium
- Mozart: Barbarina in Figaros Hochzeit
- Mozart: Königin der Nacht in Die Zauberflöte
- Mozart: Violante/Sandrina in La finta giardiniera
- Offenbach: Olympia in Hoffmanns Erzählungen
- Purcell: Belinda in Dido and Aeneas

## Diskografie
- Willem Mengelberg: Selected compositions. 3 CDs & 2 DVDs. Darauf mit Lucy De Butts: Feierliche Messe (Attaca; 2019)[10]
- Emerald Ghost – Copland & Galante: Song Cycles (Orlando Records; 2021)[1]